# Il'ja Sergeevič Krašeninnikov
Il'ja Sergeevič Krašeninnikov (in russo Илья Сергеевич Крашенинников?; 21 dicembre 1847 – Pietrogrado, 13 febbraio 1920) è stato un politico russo.

## Biografia
Era il figlio di Sergej Petrovič Krašeninnikov (1811-1880) e il fratello di Nikolaj Sergeevič Krašeninnikov.

## Carriera
Al termine degli studi nel 1869, iniziò il servizio civile presso il Dipartimento del Ministero della giustizia. Nel 1870, fu inviato in Europa occidentale per raccogliere informazioni sulle tecniche di protezione.
Al suo ritorno in Russia nel 1871, è stato nominato assessore della sezione del Tribunale Civile. L'anno successivo è stato nominato membro del tribunale distrettuale di Gəncə e nel 1876 fu trasferito nella stessa posizione presso il tribunale distrettuale di Tiflis. Nello stesso anno venne nominato procuratore del tribunale di Gəncə e nel 1879 di Tiflis.
Nel 1885 è stato nominato presidente del Congresso dei magistrati di Varsavia. Nel 1906 è stato promosso a consigliere segreto.
Il 28 marzo 1907 è stato nominato senatore. Il 1 gennaio 1917, su iniziativa di Ivan Grigor'evič Ščeglovitov, venne nominato membro del Consiglio di Stato.

## Matrimonio
Nel 1872 sposò Marija Fedorovna Krašeninnikova (1848-?). Ebbero sei figli:
- Sergej Il'janovič (1874-?)
- Evdokija Il'janovna (1875-?)
- Marija Il'janovna (1876-?)
- Pëtr Il'janovič (1880-1952)
- Anna Il'janovna (1881-?)
- Lidija Il'janovna (1886-?)